# Natica
Natica is een geslacht van Gastropoda, dat fossiel bekend is vanaf het Trias. Tegenwoordig bestaan er nog enkele soorten van dit geslacht.

## Beschrijving
Deze tepelhoorn heeft een gladde, bolvormige schelp met een scherpe mondrand, een opmerkelijk kleine spira (alle windingen behalve de laatste winding bij een gespiraliseerde schelp) en een gedeeltelijk door een verdikte richel opgevulde navel. De opening van de schelp kan hermetisch worden afgesloten met een operculum om het dier te beschermen tegen roofdieren. De draad is meestal niet bijzonder hoog. Het oppervlak van de behuizing is meestal glad en niet gebeeldhouwd, maar heeft vaak een typische kleur of tekening die dient om de verschillende soorten te bepalen. De lengte van de schelp bedraagt ongeveer drie centimeter.

## Leefwijze
Dit carnivore, mariene geslacht bewoont zoute tot sterk brakke wateren van uiteenlopende diepte. Het dier voedt zich met de inhoud van schelpen, waarin het een conisch gat boort, waarna de inhoud wordt opgezogen.

## Classificatie
Het geslacht Natica was het eerste beschreven geslacht uit de Naticidae-familie. Om deze reden omvatte het talloze soorten, waarvan pas geleidelijk werd erkend dat ze tot andere geslachten behoorden. Sommige geslachten zoals Naticarius, Tectonatica of Glyphepithema worden door verschillende auteurs vermeld als subgeslacht van Natica of als afzonderlijke geslachten.

## Soorten
- Natica acinonyx Marche-Marchad, 1957
- Natica adansoni Blainville, 1825
- Natica albospira E. A. Smith, 1895
- Natica anosyensis Bozzetti, 2010
- Natica arachnoidea (Gmelin, 1791)
- Natica bibalteata G. B. Sowerby III, 1914
- Natica bouvieri Jousseaume, 1883
- Natica broderipiana Récluz, 1844
- Natica brunneolinea McLean, 1970
- Natica buriasiensis Récluz, 1844
- Natica cabrerai Kase & Shigeta, 2000
- Natica canariensis Odhner, 1932
- Natica candidula E. A. Smith, 1895
- Natica caneloensis Hertlein & A. M. Strong, 1955
- Natica castrensis Dall, 1889
- Natica cincta Récluz, 1850
- Natica colima A. M. Strong & Hertlein, 1937
- Natica collaria Lamarck, 1822
- Natica concavoperculata X. Liu, 1977
- Natica couteaudi Rochebrune & Mabille, 1885
- Natica crassoperculata X. Liu, 1977
- Natica deshayesiana Nyst, 1845 †
- Natica dimidiata E. A. Smith, 1906
- Natica dixoni F. Fernandes & Rolán, 1992
- Natica euthele Tournouër, 1874 †
- Natica fabella Jousseaume, 1884
- Natica fasciata (Röding, 1798)
- Natica forata Reeve, 1855
- Natica forskalii G. B. Sowerby I, 1825
- Natica fulgurans Récluz, 1844
- Natica fulminea (Gmelin, 1791)
- Natica furva R. B. Watson, 1897
- Natica grayi Philippi, 1852
- Natica gruveli Dautzenberg, 1910
- Natica idiopoma Pilsbry & H. N. Lowe, 1932
- Natica inexpectans Olsson, 1971
- Natica juani Costa & Pastorino, 2012
- Natica jukyriuva Simone, 2014
- Natica kawamurai Sakurai, 1983
- Natica koperbergae van der Bijl & Moolenbeek, 2009
- Natica lacteobasis Kuroda, 1961
- Natica larvaroni P. Bernard, 1983
- Natica limbata d'Orbigny, 1837
- Natica livida Pfeiffer, 1840
- Natica luculenta Iredale, 1929
- Natica lunaris (S. S. Berry, 1964)
- Natica marchadi Pin, 1992
- Natica marochiensis (Gmelin, 1791)
- Natica matheroni Deshayes, 1864 †
- Natica maxiutongi S.-P. Zhang, 2009
- Natica menkeana Philippi, 1851
- Natica michaelis Fischer-Piette, 1942
- Natica monodi Marche-Marchad, 1957
- Natica multipunctata Blainville, 1825
- Natica nipponensis Kuroda, 1961
- Natica oteroi (F. Fernandes & Rolán, 1991)
- Natica othello Dall, 1908
- Natica pavimentum Récluz, 1844
- Natica perlineata Dall, 1889
- Natica pipoca Simone, 2014
- Natica pluvialis (Kurono, 1999)
- Natica prietoi Hidalgo, 1873
- Natica pseustes R. B. Watson, 1881
- Natica pygmaea Philippi, 1842
- Natica queketti G. B. Sowerby III, 1894
- Natica rocquignyi Fischer-Piette, 1942
- Natica rouxi Nicklès, 1952
- Natica royi Pin, 1992
- Natica rubromaculata E. A. Smith, 1872
- Natica ryalli F. Fernandes & Rolán, 1992
- Natica saitoi Kuroda & Habe, 1971
- Natica sanctaehelenae E. A. Smith, 1890
- Natica sandwichensis (Dall, 1895)
- Natica scethra Dall, 1908
- Natica schepmani Thiele, 1925
- Natica seychellium R. B. Watson, 1886
- Natica sigillata McLean, 1970
- Natica simplex G. B. Sowerby III, 1897
- Natica sinensis X.-T. Ma & S.-P. Zhang, 1993
- Natica spadicea (Gmelin, 1791)
- Natica spadiceoides X. Liu, 1977
- Natica stellata Hedley, 1913
- Natica stenopa Woodring, 1957
- Natica stercusmuscarum Gmelin, 1791
- Natica subsolida d'Orbigny, 1847 †
- Natica suppleta Finlay, 1927 †
- Natica tedbayeri Rehder, 1986
- Natica tremarici Tate, 1900 †
- Natica turtoni E. A. Smith, 1890
- Natica unibalteata X. Liu, 1977
- Natica unifasciata Lamarck, 1822
- Natica vitellus (Linnaeus, 1758)

### Taxon inquirendum
- Natica agulhasensis Thiele, 1925
- Natica aperta Whitfield, 1865 †
- Natica avellana Philippi, 1852
- Natica crenata Récluz, 1853
- Natica francisca Reeve, 1855
- Natica gracilis Récluz, 1850
- Natica hebraea Philippi, 1852
- Natica malabarica Récluz, 1850
- Natica moquiniana Récluz, 1853
- Natica perscalpta Martens, 1878
- Natica perspicua Récluz, 1850
- Natica pisiformis Récluz, 1844
- Natica pliculosa E. von Martens, 1904
- Natica puncticulata Récluz, 1850
- Natica robusta Dunker, 1860
- Natica sulculosa Philippi, 1851
- Natica swainsoni Philippi, 1851
- Natica tadjourensis Jousseaume, 1894

### Nomen dubium
- Natica scalata Leymerie, 1878 †
- Natica tournoueri Leymerie, 1878 †